# Liste der National Historic Sites of Canada in Halifax
Diese Liste beinhaltet alle Bauwerke, Objekte und Stätten in der kanadischen Stadt Halifax, die den Status einer National Historic Site of Canada (frz. lieu historique national du Canada) besitzen. Das kanadische Bundesministerium für Umwelt nahm 35 Stätten in diese Liste auf. Von diesen werden sechs von Parks Canada verwaltet.
National Historic Sites in der übrigen Provinz Nova Scotia finden sich in der Liste der National Historic Sites of Canada in Nova Scotia.
Stand: Dezember 2022

## National Historic Sites
| Historische Stätte                          | Datum                | Kenn- zeichnung | Standort                     | Beschreibung | Foto                                        |
| ------------------------------------------- | -------------------- | --------------- | ---------------------------- | --- | ------------------------------------------- |
| Admiralty House                             | 1819 (Bauende)       | 1978            | 44° 39′ 34″ N, 63° 35′ 34″ W | Zweigeschossiges, aus Stein errichtetes Herrenhaus im palladianischen Stil; diente von 1819 bis 1905 als Hauptquartier der Nordamerika-Abteilung der Royal Navy; heute ein Museum der Royal Canadian Navy.                      | Admiralty House                             |
| Africville                                  | 1848 (Gründung)      | 1996            | 44° 40′ 28″ N, 63° 37′ 7″ W  | Siedlung der Afrokanadier von Halifax; in den 1960er Jahren umgesiedelt, um Platz für die A. Murray MacKay Bridge zu schaffen.                                                                                                  | Africville                                  |
| Akins House                                 | 1815 (Bauende)       | 1965            | 44° 39′ 12″ N, 63° 34′ 55″ W | Aus Holz erbautes, einfaches Wohnhaus; eines der ältesten erhalten gebliebenen Gebäude der Stadt; von 1858 bis 1891 Domizil des Historikers Thomas Beamish Akins.                                                               |                                             |
| Alter Friedhof                              | 1749 (Gründung)      | 1991            | 44° 38′ 36″ N, 63° 34′ 21″ W | Der alte Friedhof von Halifax enthält eine große, für Kanada einmalige Konzentration von Grabmälern des 18. und frühen 19. Jahrhunderts; Zeuge der komplexen kulturellen Tradition von Britisch-Nordamerika.                    | Alter Friedhof (Halifax)                    |
| Bedford Petroglyphs                         |                      | 1994            | 44° 43′ 47″ N, 63° 40′ 5″ W  | Stätte mit Petroglyphen von spiritueller Bedeutung. |                                             |
| Black-Binney House                          | 1819 (Bauende)       | 1965            | 44° 38′ 38″ N, 63° 34′ 17″ W | Dreigeschossiges Wohnhaus im palladianischen Stil, gehörte zu den besten Adressen der Stadt; Domizil u. a. von Premierminister James Boyle Uniacke und des anglikanischen Bischofs Hibbert Binney.                              |                                             |
| Coomb’s Old English Shoe Store              | 1860 (Bauende)       | 1980            | 44° 38′ 59″ N, 63° 34′ 29″ W | Mitte des 19. Jahrhunderts errichtetes Geschäftsgebäude im Italianate-Stil mit Fassade aus Gusseisen; seltenes und frühes Beispiel einer solchen Fassade in Kanada.                                                             |                                             |
| CSS Acadia                                  | 1913 (Bauende)       | 1976            | 44° 38′ 53″ N, 63° 34′ 12″ W | Dampfbetriebenes hydrografisches und ozeanografisches Forschungsschiff; bis 1969 in Betrieb, seither im Maritime Museum of the Atlantic fest verankert.                                                                         | CSS Acadia                                  |
| D’Anvilles Feldlager                        | 1746 (Ereignis)      | 1925            | 44° 40′ 29″ N, 63° 38′ 48″ W | Standort des Feldlagers des Herzogs von Anville während des vergeblichen Versuchs, Nova Scotia von den Briten zurückzuerobern.                                                                                                  | D’Anvilles Feldlager                        |
| Fernwood                                    | 1860 (Bauende)       | 1990            | 44° 37′ 37″ N, 63° 34′ 55″ W | Neugotische Villa in einem großen Landschaftsgarten; Beispiel des gehobenen suburbanen Wohnbaus in der zweiten Hälfte des 19. Jahrhunderts.                                                                                     |                                             |
| Fort McNab                                  | 1892 (Bauende)       | 1985            | 44° 36′ 0″ N, 63° 31′ 0″ W   | Festungsanlage auf McNab’s Island am Eingang zum Hafen von Halifax; spielte bis 1959 eine bedeutende Rolle bei der Verteidigung der Stadt.                                                                                      | Fort McNab                                  |
| Georges Island                              |                      | 1965            | 44° 38′ 27″ N, 63° 33′ 35″ W | Kleine Insel inmitten des Hafens von Halifax, auf der zahlreiche Befestigungsanlagen des 18., 19. und 20. Jahrhunderts sowie ein Leuchtturm zu finden sind.                                                                     | Georges Island                              |
| Government House                            | 1805 (Bauende)       | 1982            | 44° 38′ 36″ N, 63° 34′ 17″ W | Monumentales Herrenhaus im palladianischen Stil mit ausgeprägter Symmetrie; offizielle Residenz des Vizegouverneurs von Nova Scotia.                                                                                            | Government House                            |
| Granville Block                             |                      | 2007            | 44° 38′ 59″ N, 63° 34′ 28″ W | Häuserblock mit 19 historischen Gebäuden des 19. Jahrhunderts, überwiegend im Italianate-Stil; eines der frühesten Beispiele, dass Denkmalpflege ein praktikables Vorgehen der Stadtplanung und -entwicklung ist.               | Granville Block                             |
| Halifax Armoury                             | 1899 (Bauende)       | 1989            | 44° 39′ 6″ N, 63° 35′ 13″ W  | Von Thomas Fuller erbautes Zeughaus im neoromanischen Stil. | Halifax Armoury                             |
| Halifax Citadel                             | 1749 (Gründung)      | 1935            | 44° 38′ 50″ N, 63° 34′ 50″ W | Britische Festung am Rande des Stadtzentrums, umgeben von einem Glacis; insgesamt vierte Festung an diesem Standort, die aktuelle stammt aus der Zeit zwischen 1828 und 1856.                                                   | Halifax Citadel                             |
| Halifax City Hall                           | 1890 (Bauende)       | 1984            | 44° 38′ 56″ N, 63° 34′ 31″ W | Monumentales dreigeschossiges Rathaus mit zentralen Uhrturm, erbaut im Second-Empire-Stil; größtes Rathaus in den atlantischen Provinzen, widerspiegelt die Professionalisierung der Lokalverwaltung Ende des 19. Jahrhunderts. | Halifax City Hall                           |
| Halifax Court House                         | 1860 (Bauende)       | 1969            | 44° 38′ 37″ N, 63° 34′ 25″ W | Imposantes, aus Sandstein erbautes Gerichtsgebäude im neoklassizistischen Stil; repräsentiert das Justizwesen in Nova Scotia.                                                                                                   | Halifax Court House                         |
| Halifax Dockyard                            | 1758 (Gründung)      | 1923            | 44° 39′ 31″ N, 63° 35′ 1″ W  | Teil des Marinestützpunktes von Halifax; umfasst Werften, Lagerhäuser und Docks; gegründet als ältester Stützpunkt der Royal Navy.                                                                                              | Halifax Dockyard                            |
| Halifax Public Gardens                      | 1874 (Gründung)      | 1983            | 44° 38′ 34″ N, 63° 34′ 56″ W | Parkanlage im Stadtzentrum; eine der wenigen erhalten gebliebenen viktorianischen Parks in Kanada. | Halifax Public Gardens                      |
| Halifax Waterfront Buildings                | 1815–1905 (Bauphase) | 1963            | 44° 39′ 1″ N, 63° 34′ 23″ W  | Gebäudegruppe im Hafen, bestehend aus mehreren Lagerhäusern mit neuer Nutzung; repräsentativ für die Entwicklung der Stadt im 19. Jahrhundert.                                                                                  |                                             |
| Henry House                                 | 1834 (Bauende)       | 1969            | 44° 38′ 25″ N, 63° 34′ 15″ W | Zweigeschossiges, aus Stein errichtetes Wohnhaus mit Satteldach und Portikus; Domizil des Politikers William Alexander Henry.                                                                                                   |                                             |
| HMCS Sackville                              | 1941 (Bauende)       | 1988            | 44° 38′ 51″ N, 63° 34′ 9″ W  | In Kanada gebaute Korvette der Flower-Klasse; während des Zweiten Weltkriegs als Eskortschiff für Konvois im Einsatz, später als Forschungsschiff; heute als Museumsschiff im Hafen verankert.                                  | HMCS Sackville                              |
| Hydrostone District                         | 1918 (Gründung)      | 1993            | 44° 39′ 48″ N, 63° 36′ 5″ W  | Sozialwohnungen der 1920er Jahre, entworfen vom Architekten Thomas Adams; errichtet für die nach der Halifax-Explosion von 1917 obdachlos gewordenen Familien.                                                                  | Hydrostone District                         |
| Jonathan McCully House                      | 1857 (Gründung)      | 1975            | 44° 39′ 26″ N, 63° 35′ 16″ W | Zweigeschossiges Wohnhaus im Italianate-Stil; Domizil des Politikers Jonathan McCully. |                                             |
| Küstenbefestigung von Halifax               |                      | 1993            | 44° 35′ 45″ N, 63° 33′ 4″ W  | Sicherer Hafen für das Zusammenstellen von Konvois während des Zweiten Weltkriegs; Teil des Atlantik-Bollwerks. | Küstenbefestigung von Halifax               |
| Little Dutch (Deutsch) Church               | 1760 (Bauende)       | 1996            | 44° 39′ 21″ N, 63° 35′ 8″ W  | Kleine hölzernes Kirchengebäude inmitten eines Friedhofs; älteste bekannte, in Kanada erhalten gebliebene Kirche für deutsche Einwanderer.                                                                                      | Little Dutch (Deutsch) Church               |
| Memorial Tower                              | 1912 (Bauende)       | 2008            | 44° 37′ 48″ N, 63° 35′ 50″ W | Ein 34 Meter hoher Turm; zur Erinnerung an die Einführung der kolonialen Selbstverwaltung im Jahr 1758 errichtet. | Memorial Tower                              |
| Pier 21                                     | 1926 (Bauende)       | 1996            | 44° 38′ 16″ N, 63° 33′ 57″ W | In der Nähe des Bahnhofs am Hafen gelegenes Backsteingebäude; diente bis 1971 als Passagierterminal für transatlantische Linienschiffe sowie als Empfangsstation für Einwanderer; heute ein Museum.                             | Pier 21                                     |
| Prince of Wales Tower                       | 1799 (Bauende)       | 1943            | 44° 37′ 15″ N, 63° 34′ 5″ W  | Großer, aus Stein errichteter Rundturm zu Verteidigungszwecken; integraler Bestandteil der Festungsanlagen im Hafen von Halifax.                                                                                                | Prince of Wales Tower                       |
| Province House                              | 1819 (Bauende)       | 1993            | 44° 38′ 52″ N, 63° 34′ 24″ W | Monumentales öffentliches Gebäude aus Sandstein, erbaut im palladianischen Stil; Sitz des Abgeordnetenhauses von Nova Scotia; ältestes Gebäude eines Provinzparlaments in Kanada.                                               | Province House                              |
| St. George’s Anglican Church / Round Church | 1812 (Bauende)       | 1983            | 44° 39′ 12″ N, 63° 34′ 59″ W | Anglikanisches Kirchengebäude aus Holz, erbaut im palladianischen Stil mit zylinderförmigem Grundriss; gilt als Meisterwerk der palladianischen Architektur in Kanada.                                                          | St. George’s Anglican Church / Round Church |
| St. Mary’s Basilica                         | 1829 (Bauende)       | 1997            | 44° 38′ 39″ N, 63° 34′ 23″ W | Römisch-katholische Kathedrale im neugotischen Stil; zentrale Rolle in der religiösen Geschichte Nova Scotias und bei der Emanzipation der Katholiken in Kanada.                                                                | St. Mary’s Basilica                         |
| St. Paul’s Anglican Church                  | 1750 (Bauende)       | 1981            | 44° 38′ 51″ N, 63° 34′ 29″ W | Anglikanisches Kirchengebäude im palladianischen Stil; erstes palladianisches Gebäude in Kanada und erste zu einer anglikanischen Kathedrale erhobenen Kirche.                                                                  | St. Paul’s Anglican Church                  |
| York Redoubt                                | 1793 (Bauende)       | 1965            | 44° 35′ 48″ N, 63° 33′ 9″ W  | Überreste einer Redoute, Schlüsselelement der Verteidigungsanlagen des Hafens von Halifax im 18. und 19. Jahrhundert. | York Redoubt                                |